# Geutenreuth
Geutenreuth ist ein Gemeindeteil der oberfränkischen Stadt Weismain im Landkreis Lichtenfels in Bayern mit 139 Einwohnern.

## Geografische Lage
Das von Wald umgebene Kirchdorf befindet sich auf einer Talstaffel östlich der Stadt Weismain im Naturpark Fränkische Schweiz. Im Norden fällt diese Staffel steil ins Maintal ab, während sie im Süden zum Görauer Anger im Fränkischen Jura aufsteigt. Geutenreuth gehört noch zum Obermainischen Schollenland.

## Geschichte
Geutenreuth wurde als „Jvtenrut“ 1230 bei einer Übergabe von Gütern des Bischofs Eckbert von Bamberg an das Kloster Langheim erstmals erwähnt.
In älteren Forschungen wird der ursprüngliche Ortsname mit „Wugastarode“ angegeben. Die Vorsilbe lässt auf einen Gründer mit dem Männernamen Guto oder Guta schließen.
Die Namensbestandteile -reuth, -rode, -röden und -roth besagen, dass Urwald gerodet wurde, um eine Siedlung anzulegen. 1230 tauchte für den Ort die Bezeichnung „Jutenrut“ auf, was als Reut des Juto oder der Juta erklärt wird, wobei es sich wie bei den Vorsilben Wuga um denselben Namen handelt, der aber durch mündliche Weitergabe leicht verfremdet wurde. Es tauchten noch weitere Namen auf, wie „Juttenreuth“ (1290), „Geuttthenreuth iuxta Wismain“ (1309), „Jewtenrewt vor dem Weißmeyner Forst“ (1431) und „Geitenreuth“ (1622).
1230 kam Geutenreuth als Filiale der Urpfarrei Altenkunstadt zum Zisterzienserkloster Langheim und gehörte bis zum Ende des 19. Jahrhunderts zu dieser Pfarrei. Laut mündlicher Überlieferung führten zwei Wege zum Pfarrort: der Leichenweg, bevor Geutenreuth noch keinen Friedhof hatte und der Brautweg. Letzteren gibt es auch heute wieder als Hinweisschild zwischen Geutenreuth und Baiersdorf.
Im Markgrafenkrieg (1552–1554) wurde das Dorf fast vollständig niedergebrannt. Auch im Dreißigjährigen Krieg (1618–1648) wurde das Dorf, wie die meisten Ortschaften der Umgebung, stark in Mitleidenschaft gezogen; selbst die Kirche wurde beschädigt. Das Langhaus der Kirche wurde knapp 100 Jahre später erneuert und erhielt 1743 seine heutige Form.
Von Klosterlangheim wurde Geutenreuth im Jahre 1803 gelöst, als unter Napoleon durch die Reichsdeputation eine Anzahl von Fürstbistümern, Klöstern, und Städten in Franken (Region) und Schwaben zu Bayern kamen.
Eine Gebietsreform teilte Bayern in Kreise und Gemeinden ein. An der Spitze der Kreise standen ab 1829 Landräte. Gemäß dem bayerischen Gemeindeedikt von 1818 erfolgte noch in demselben Jahr die Bildung der politischen Gemeinde Geutenreuth mit den Ortschaften Motschenbach, Dörfles, Pöhl und Wüstenreuth und Geutenreuth als Gemeindehauptort. Die Gemeinde wurde am 1. Juli 1972 aufgelöst. Geutenreuth wurde nach Weismain, die anderen Orte wurden nach Mainleus umgegliedert.

### Einwohnerentwicklung
Die Tabelle gibt die Einwohnerentwicklung von Geutenreuth wieder.
| Jahr | Einwohner | Quelle |
| ---- | --------- | ------ |
| 1833 | 184       | [ 8 ]  |
| 1871 | 170       | [ 9 ]  |
| 1900 | 150       | [ 10 ] |
| 1925 | 162       | [ 11 ] |
| 1950 | 266       | [ 12 ] |
| 1970 | 147       | [ 13 ] |
| 1987 | 131       | [ 14 ] |
| 2012 | 144       | [ 15 ] |
| 2016 | 136       | [ 1 ]  |

## Sehenswürdigkeiten
- Filialkirche St. Erhard
- In der Bayerischen Denkmalliste sind vier Baudenkmäler aufgeführt.

## Vereine
- Freiwillige Feuerwehr Geutenreuth
- Musikverein Geutenreuth
- Tischtennisclub Geutenreuth
- Gartenbauverein Geutenreuth